# وستر گیتارز
وستر گیتارز (انگلیسی: Vester Guitars) شرکت تجهیزات موسیقی آمریکایی است، که در سال ۱۹۸۰ تأسیس شد.